# ウィリアム・スレッド
ウィリアム・スレッド（William Sledd、1983年10月11日 - ）は、アメリカ合衆国ケンタッキー州パデューカ出身のYouTuber。
マフィンの作り方や最新のファッション、トレンドなどの情報を発信している男性である。撮影したビデオの中でたびたび彼自身がゲイであることを公表している。

## 来歴・概要
YouTubeにて自分自身がゲイであることをカミングアウトし、そして同性愛の正当性などを訴えたビデオで徐々に人気を集め、彼の人気シリーズであり、主にファッションやトレンド、そして同性愛の正当性を語ったAsk  A Gay Manで人気が爆発。Ask A Gay Manシリーズでは視聴者数を毎回5万人以上を記録し、多いときでは36万人以上の視聴者数を記録している。

## ファッションについて
発信しているファッション情報はもちろんアメリカ国内に向けてのファッション情報であり、日本では必ずしもそれが流行の最先端とは限らない。しかし、彼のファッションは雑誌でも紹介、または数ページに及び掲載されるなど高い評価を受けている。

## 同性愛について
彼自身同性愛について全く拒否感や軽蔑心は抱いていないと公表し、そして彼自身がゲイであることも誇りに思っているとも公表している。彼のビデオには大量の同性愛反対派からの苦情、中傷などが書かれているが、それにめげる事なくゲイであることを主張する彼の行動に影響され(または勇気をもらった)同性愛者たちが彼ら/彼女ら自身に自信を持つようになったと言われている。実際にvideo responceをみてみると彼/彼女自身が同性愛者なために自分に自信が無かった人が自信を持てるようになった、というビデオが多い。